# Microhyla pulverata
Microhyla pulverata és una espècie de granota de la família dels microhílids. Només es coneix de la seva localitat tipus a l'Altiplà Central del Vietnam, prop de Buon Luoi, 20km al nord-oest de Kannack, al Districte d'An Khe, Província de Gia Lai. Els limits de la seva distribució es desconeixen.
Es va trobar en una zona humida en terres baixes, en un bosc tropical perenne,amb una coberta d'arbres de 20-30 m. Molts individus es van trobar de nit en basses forestals, en corrents d'aigua lents i en la fullaraca propera a aquests llocs. Presumiblement tenen un desenvolupament larvari.